# Gömöri Endre
Gömöri Endre (Budapest, 1922. október 15. – Budapest, 2007. május 8.) Pulitzer-emlékdíjas magyar újságíró, külpolitikai elemző, a MÚOSZ tiszteletbeli elnöke.

## Életpályája
Gömöri Sándor (1888–1940) bankhivatalnok és Semler Róza fiaként született asszimilálódott zsidó családban. Középiskolai tanulmányait 1932 és 1940 között a – mára már megszűnt – Budapesti V. Kerületi Magyar Királyi Állami Bolyai-Gimnáziumban végezte.
A második világháború után az Új Magyarország című lapnál, Pethő Tibor mellett kezdte újságírói tevékenységét. Első cikkét 23 éves korában írta. 1946-ban Haraszti Sándor mellett a Szabadság, majd 1948-ban a Szabad Nép külpolitikai rovatvezetője volt. 1949-ben eltávolították a laptól, a Magyar Rádió munkatársa lett és csatlakozott a Nagy Imrét támogató újságírói csoporthoz. 1956-ban részt vett a Szabad Kossuth Rádió létrehozásában: a szerkesztőbizottság tagjává választották. 1957-ben elbocsátották a rádiótól. Éveken át nem dolgozhatott. Az 1960-as évektől a Magyarország című hetilap munkatársa, 1989-ben pedig a Figyelő rovatvezetője, később főszerkesztő-helyettese lett. Nagy Imre újratemetésén az újságírók nevében ő helyezett el koszorút.
Élete utolsó éveiben rendszeresen publikált a Figyelőben és a Népszabadságban. 85 éves korában, hosszú betegség után érte a halál.

## Díjai, elismerései
- 1991 Pulitzer-emlékdíj
- 1997 Köztársasági Elnöki Arany Emlékérem
- 2000 Emmanuele Gazzo-díj (Európai Újságíró Szövetség, a „sajtószabadság képviseletéért”)
- 2001 Pethő Sándor-díj (Hemingway Alapítvány) át 2001-ben kapta meg, majd két évvel később az elsők között vehette át a
- 2003 (?) Prima Primissima